# あかつきのベイビーズ!
『あかつきのベイビーズ！』は、シラフによる日本の恋愛漫画作品。コミックスマートが運営するウェブコミック配信サイト『GANMA!』にて、2017年3月14日から2019年5月14日まで第一部が隔週火曜日で連載された。その後、2019年9月3日より2021年3月23日まで『あかつきのベイビーズ！season2』（第二部）が隔週火曜日連載された。『GANMA!』においては「恋愛」「女性向け」作品に分類されている。

## あらすじ

### 第一部
財閥・大御堂家の御曹司である主人公・睦月は裕福である一方、家族を顧みない父・卯月に不満を抱く毎日を送っていた。ある日、父の会社の経営破綻により大御堂家は没落し、滋養強壮の若返り薬で3歳児になった父を抱えながら、借金取りから逃げる羽目に陥る。路頭に迷った末、睦月の亡き母に似た女子高生・小原弥生とその父で洋食屋を営む小原純の家に転がり込むことになった。

### 第二部
元大財閥の御曹司、主人公・睦月とその父・卯月(4歳!?)が、『洋食小原』に住み込みを始めてからもうすぐ1年。イケメンだらけの『洋食小原』は大繁盛で、新しいバイトを探すことになる。一方、卯月は、次第に大人の頃の記憶が薄れ始めて――!?

## 登場人物
声優はYouTube版。
大御堂睦月/田中睦月(おおみどう むつき/たなか むつき)
声- 星翔
財閥・大御堂家の御曹司。父の無謀な経営により大御堂家が没落して借金取りに追われる身となったため、3歳児になった父を抱えて、田中姓を名乗り、小原家に転がり込むことになった。
大御堂卯月/田中卯月(おおみどう うづき/たなか うづき)
声-（大人）松井駿斗、（子供）今関侑香
睦月の父で大御堂家当主。無謀な経営の末に大御堂家を没落させてしまい、借金取りに追われる身となる。加えて、若返りの薬を大量に服用したことで3歳まで若返ってしまい、息子の睦月や小原家に頼ることとなる。
小原弥生（こはら やよい）
高校1年の女子校生。既に故人の睦月の母に似ている。公園で露頭に迷う睦月・卯月父子に出会い、睦月を父の店の住み込みバイトとして紹介し、彼らと生活することになる。
小原純（こはら じゅん）
声‐ 池田展晟
洋食・小原の店長で弥生の父。弥生の連れてきた睦月を住み込みバイトに採用する。
2018年8月19日に最終結果発表が行われた作品横断投票イベント「GANMA！総選挙」で2位に入り、GANMA!5（応援大使）の1人に選ばれる。

## 単行本
第一部連載終了後に2019年3月18日から5月14日の期間にクラウドファンディングによる第一部の全話書籍化プロジェクトが行われ、数量および支援者限定で単行本全5巻が刊行された。